# Rockson Yeboah
Rockson Yeboah, född 2 augusti 2004 i Berekum, är en ghanansk fotbollsspelare som spelar för IFK Göteborg. Han gjorde sin debut för klubben den 23 september 2024 i ett inhopp mot Halmstads BK.